# Synagoge (Druja)

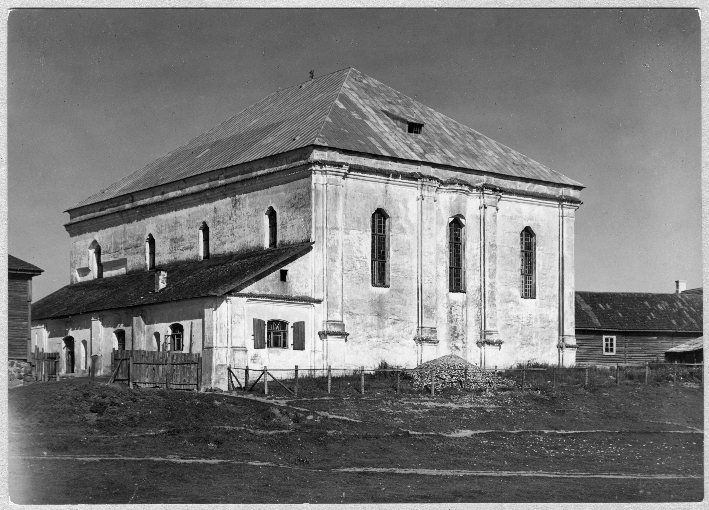
Synagoge (1929)

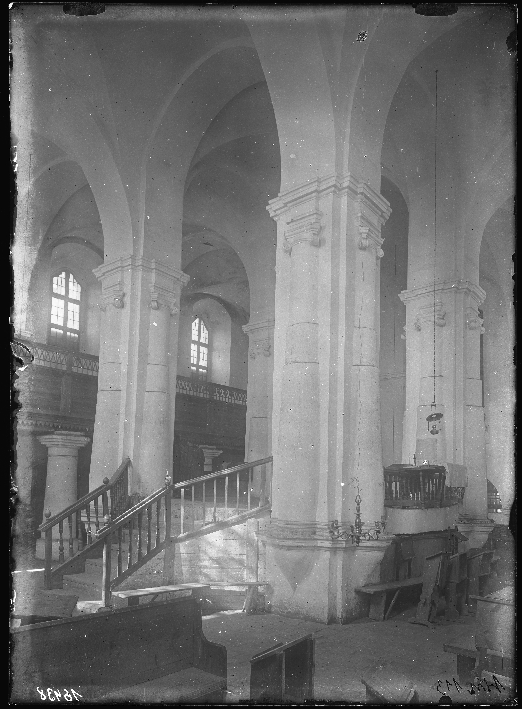
Innenansicht mit Bima und Säulen (1929)

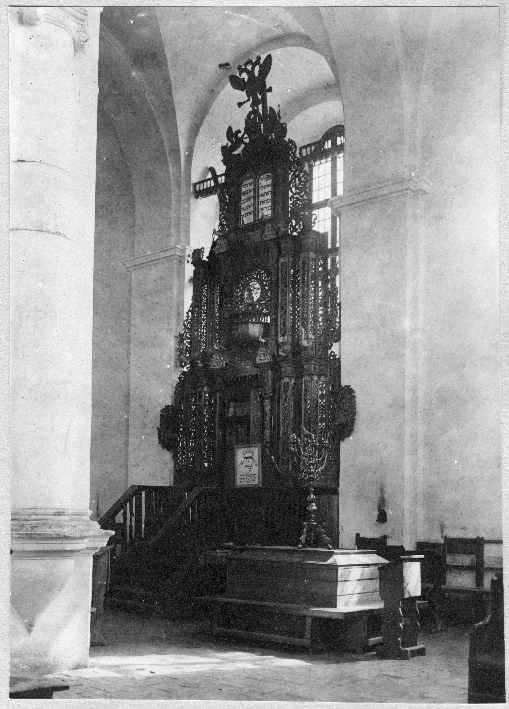
Toraschrein (1929)

Die Synagoge in Druja, einem belarussischen Ort im Rajon Wilejka in der Wizebskaja Woblasz, wurde vermutlich in der zweiten Hälfte des 18. Jahrhunderts errichtet. Sie wurde im Zweiten Weltkrieg zerstört.

## Geschichte
Die Synagoge wurde höchstwahrscheinlich in den Jahren 1765 bis 1766 erbaut. An das Gebäude wurde später noch an der Nordseite ein niedrigerer Anbau hinzugefügt. Der Toraschrein war etwas jünger und stammte aus dem frühen 18. Jahrhundert.
Nach dem deutschen Überfall auf die Sowjetunion wurde auch in Druja ein Getto für die jüdische Bevölkerung eingerichtet. Dieses befand sich im Umkreis der Synagoge. Als Bewohner im Sommer 1942 zur Ermordung abgeholt werden sollten, kam es zu Bränden im Getto. Dabei wurde auch die Synagoge schwer beschädigt.
Nach dem Krieg wurden die Gebäudereste endgültig abgerissen.

## Architektur
Das kompakte Gebäude war mit einem Walmdach bedeckt, der spätere Anbau hatte ein Pultdach, das einen Teil der Fenster bedeckte. Die Außenwände waren mit Ausnahme der glatten Westwand durch Pilaster in Felder unterteilt, in denen sich je ein hohes, schmales Fenster befand. Der Gebetsraum der Frauen war von Beginn an integraler Bestandteil des Bauwerks.
Der Hauptraum als Gebetsraum der Männer war nahezu quadratisch. Das Gewölbe wurde durch vier Säulen, die etwas zur Mitte verschoben waren, in neun Felder unterteilt. Die Bima befand sich zwischen diesen Säulen.
Der Toraschrein stand traditionsgemäß an der Ostwand. Er war kunstvoll geschnitzt, bestand aus mehreren, nach oben schmaler werdenden Ebenen und verdeckte das mittlere Fenster der Wand.